# Nagroda Praw Człowieka im. Václava Havla

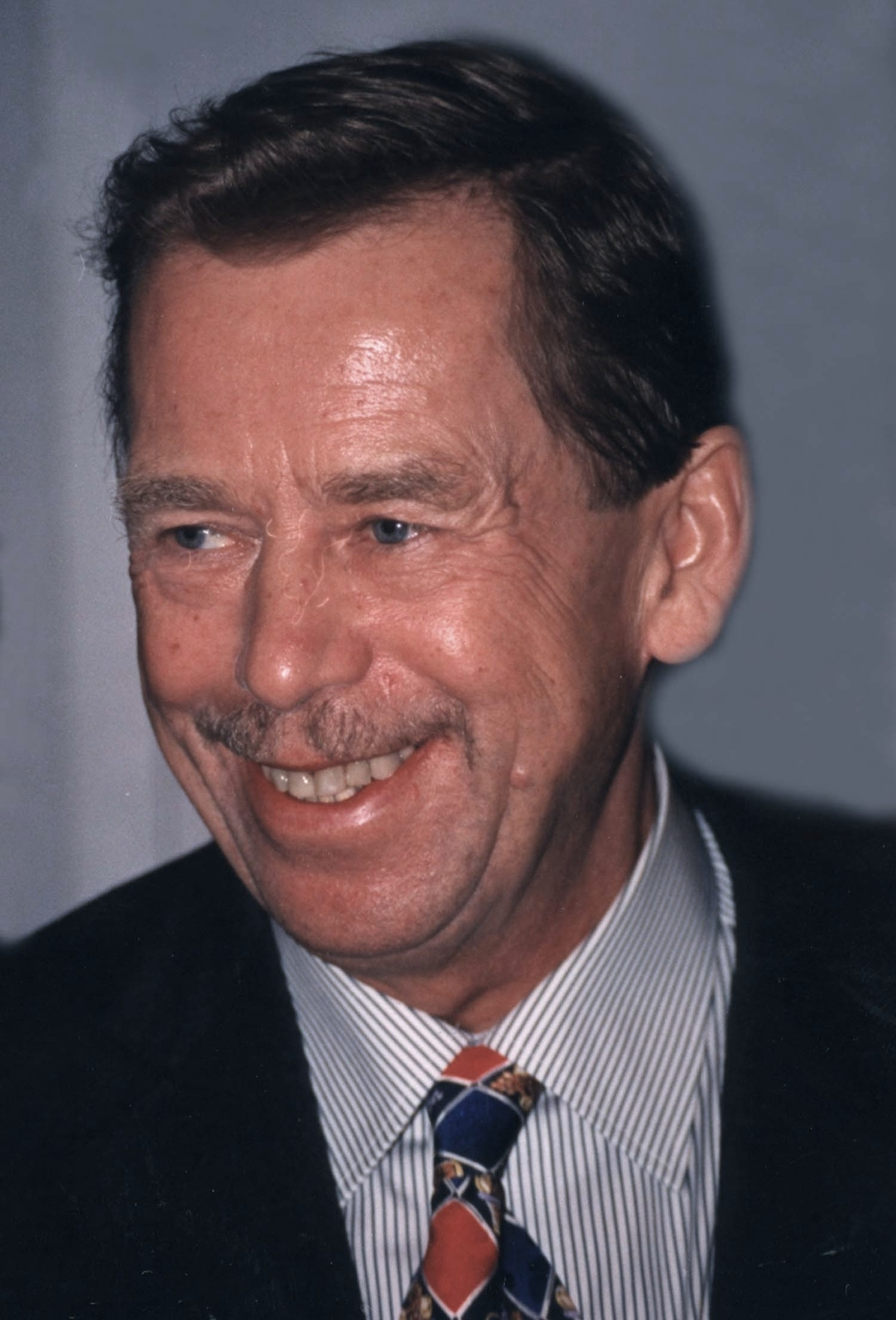
Václav Havel (1997)

Nagroda Praw Człowieka im. Václava Havla – nagroda ustanowiona w marcu 2013 roku przez Zgromadzenie Parlamentarne Rady Europy, Bibliotekę Václava Havla oraz Fundację Karta 77 w formie trofeum, dyplomu oraz nagrody pieniężnej w wysokości 60 000 euro i przyznawana corocznie przez za „wyjątkowy wkład w dziedzinie obrony praw człowieka”.
O przyznaniu nagrody decyduje komisja, w skład której wchodzi przewodniczący Zgromadzenia Parlamentarnego (lub osoba wyznaczona w zastępstwie) oraz sześć osób powszechnie uznawanych jako autorytety w dziedzinie praw człowieka. Komisja przyjmuje zgłoszenia do końca czerwca każdego roku, po czym w sierpniu wybiera trzech finalistów, spośród których we wrześniu lub październiku większością głosów wskazuje laureata nagrody.
Laureaci
- Alaksandr Bialacki (2013 r.)[1]
- Anar Mammadli (2014 r.)[1]
- Ludmiła Aleksiejewa (2015 r.)[3]
- Nadia Murad (2016 r.)[4]
- Murat Arslan (2017 r.)[5]
- Ojub Titijev (2018 r.)[6]
- Ilham Tohti, Youth Initiative for Human Rights (2019 r.)[7]
- Ludżajn al-Hazlul (2020 r.)[8]
- Maryja Kalesnikawa (2021 r.)[9]
- Władimir Kara-Murza (2022 r.)[10]
- Osman Kavala (2023 r.)[11]
- María Corina Machado (2024 r.)[12]